# Felixstowe F.2
El Felixstowe F.2 fue una clase de hidrocanoas británicos de 1917, diseñados y desarrollados por el Teniente Comandante John Cyril Porte de la Marina Real, en la estación aeronaval de Felixstowe, durante la Primera Guerra Mundial, adaptando una versión más grande de su avanzado diseño de casco Felixstowe F.1 casada con el más grande hidrocanoa Curtiss H-12. El casco Felixstowe poseía superiores atributos de contacto con el agua y se convirtió en una tecnología base clave en la mayor parte de los diseños de hidroaviones posteriores.

## Diseño y desarrollo

Felixstowe F.2B (N4545) con camuflaje deslumbrante durante una patrulla antisubmarina. El camuflaje deslumbrante adoptado ayudaba a la identificación en el combate aéreo y en el agua en el caso de ser forzado a amerizar.

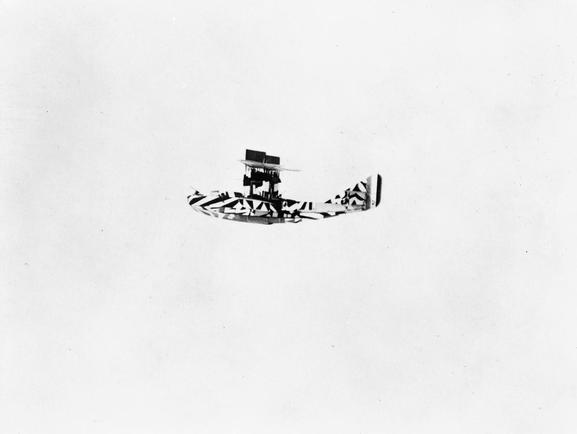
Felixstowe F.2A (N4283), acabado en un esquema de pintura en blanco y negro, en vuelo en marzo de 1918, siendo volado por los Capitanes R. Leckie y Gerald Livock.

Antes de la guerra, Pole había trabajado con el diseñador aeronáutico estadounidense Glenn Curtiss en un hidrocanoa, el America, en el que intentaron cruzar el Atlántico con la idea de ganar el premio de 10 000 libras esterlinas ofrecido por el periódico Daily Mail para el primer avión que cruzara dicho océano. Tras el estallido de la guerra en Europa, Porte volvió a Inglaterra y se reincorporó a la Marina Real, llegando a ser finalmente jefe de la estación aeronaval de Felixstowe, donde recomendó la compra a Curtiss de una versión mejorada del hidrocanoa America en el que había trabajado, el modelo Curtiss H-4, resultando en la recepción por el RNAS de dos prototipos del America y 62 H-4.
Se descubrió que el Curtiss H-4 tenía una serie de problemas: estaba falto de potencia, tenía un casco demasiado frágil para operar sostenidamente y las características de manejo eran pobres a flote o en el despegue. Un piloto de hidrocanoa, el Comandante Theodore Douglas Hallam, escribió que eran "máquinas cómicas, pesando bastante menos de dos toneladas; con dos motores cómicos que, cuando funcionaban, daban 180 hp; y con un control cómico, siendo pesado de morro con los motores encendidos y pesado de cola en planeo".
Para tratar de resolver los problemas hidrodinámicos del H-4, Porte llevó a cabo en 1915 una serie de experimentos en cuatro H-4 equipados con una variedad de cascos modificados, usando los resultados de estas pruebas para diseñar un nuevo casco de 11 m, que fue equipado con las alas y la cola de un H-4, número de serie 3580, con un par de motores Hispano-Suiza 8 de 112 kW (150 hp), como Felixstowe F.1. Más que en la estructura ligera de tipo canoa de los hidrocanoas Curtiss, el casco del F.1 estaba basado alrededor de una robusta caja de madera similar a la usada en los aviones terrestres contemporáneos, a la que estaba unido un fondo de un solo escalón y estabilizadores laterales. Una vez modificado con la adición de dos escalones más, el nuevo casco demostró ser capaz de proporcionar características de despegue y aterrizaje mucho mejores, y de ser mucho más marinero.
Porte diseñó más tarde un casco similar, para el más grande hidrocanoa Curtiss H-12, que, aunque era mayor y más capaz que el del H-4, compartía defectos como ser un casco débil y tener un pobre manejo en el agua. La combinación del nuevo casco Porte II, esta vez equipado con dos escalones, con las alas del H-12, una nueva cola y propulsado por dos motores Rolls-Royce Eagle fue bautizada como Felixstowe F.2; su primer vuelo fue en julio de 1916, probándose muy superior al Curtiss en el que estaba basado. El F.2 entró en producción como Felixstowe F.2A, siendo usado como avión de patrulla, con alrededor de 100 ejemplares  completados hacia el final de la Primera Guerra Mundial. Se construyeron otros setenta, y estos fueron seguidos por dos F.2C, construidos en Felixstowe.
En febrero de 1917 voló el primer prototipo del Felixstowe F.3. Era mayor y más pesado que el F.2, dándole unos mayores alcance y carga de bombas, pero con peor agilidad. Se produjeron aproximadamente 100 Felixstowe F.3 antes del final de la guerra.
El Felixstowe F.5 estaba pensado para combinar las buenas cualidades de los F.2 y F.3, volando por primera vez el prototipo en mayo de 1918. El mismo mostró cualidades superiores a sus predecesores, pero la versión de producción fue modificada para hacer un uso extensivo de componentes del F.3, con idea de facilitar la producción, dando un rendimiento inferior al de los F.2A o F.3.

## Historia operacional
El Felixstowe F.2A fue utilizado como avión de patrulla sobre el Mar del Norte hasta el final de la guerra. Sus excelentes prestaciones y maniobrabilidad lo hicieron un modelo efectivo y popular, combatiendo a menudo contra aviones de patrulla y cazas enemigos, así como cazando U-boot y zepelines. El más grande F.3, que fue menos popular entre sus tripulaciones que el más maniobrable F.2A, sirvió en el Mediterráneo y en el Mar del Norte.
El F.5 no entró en servicio hasta después del final de la Primera Guerra Mundial, pero reemplazó a los anteriores hidrocanoas Felixstowe (junto con los de Curtiss) para servir como el hidrocanoa estándar de la RAF, hasta que fue reemplazado por el Supermarine Southampton en 1925.

## Variantes
F.2A
Basado en el Curtiss H-12 con nuevo casco. Propulsado por dos motores Rolls-Royce Eagle VIII de 345 hp. 4 a 7 ametralladoras y 460 lbs de bombas.
F.2B
F.2A con cabina abierta.
F.2C
F.2A modificado con casco más ligero. Dos construidos.

## Operadores
Chile
- Fuerza Aérea de Chile: recibió un F.2A en 1920. Todavía operativo en 1924.[13]

 Estados Unidos
- Armada de los Estados Unidos

 Países Bajos
- Real Servicio Aéreo Naval Neerlandés: uno en servicio (N4551), recibió la matrícula L-2.

 Reino Unido
- Real Servicio Aéreo Naval
- Real Fuerza Aérea

## Especificaciones (F.2A)
Referencia datos: British Naval Aircraft since 1912

### Características generales
- Tripulación: Cuatro
- Longitud: 14,1 m (46,3 ft)
- Envergadura: 29,2 m (95,6 ft)
- Altura: 5,3 m (17,5 ft)
- Superficie alar: 105,3 m² (1133,5 ft²)
- Peso vacío: 3424 kg (7546,5 lb)
- Peso cargado: 4980 kg (10 975,9 lb)
- Planta motriz: 2× motor lineal V12 refrigerado por líquido Rolls-Royce Eagle VIII.
  - Potencia: 257 kW (354 HP; 349 CV) cada uno.

### Rendimiento
- Velocidad máxima operativa (Vno): 154 km/h (96 MPH; 83 kt) a 610 m (2000 pies)
- Alcance: 6 horas
- Techo de vuelo: 2926 m (9600 ft)
- Carga alar: 47,4 kg/m² (9,7 lb/ft²)
- Potencia/peso: 0,10 kW/kg (0,063 hp/lb)
- Tiempo a altitud: 3 min 50 s a 610 m (2000 pies), 39 min 30 s a 3050 m (10 000 pies)

### Armamento
- Ametralladoras: 

  - 4x Lewis de 7,7 mm (1 en el morro, 3 a mitad del fuselaje)
- Bombas: Hasta 210 kg debajo de las alas

## Aeronaves relacionadas

### Desarrollos relacionados
- Curtiss H-12
- Felixstowe F.1
- Felixstowe F.3
- Felixstowe F.5
- Felixstowe F5L

### Secuencias de designación
- Secuencia F._ (interna de Felixstowe): F.1 - Baby - F.2 - F.3 - F.4 - F.5 →